# 광무 (연호)
광무(光武)는 1897년 8월 17일부터 1907년 8월 3일까지 대한제국 고종 때에 사용한, 대한제국의 첫 번째 연호이다.
조선의 급진개화파(개화당) 세력은 을미사변(1895) 이후 갑오개혁(1894)때 만들어진 내정개혁안을 추진, 1895년 11월부터 양력을 사용하기로 하였다. 특히 음력 1895년 11월 17일을 양력 1896년 1월 1일로 정하고, 연호를 "건양(建陽)"이라 하였다.
그 후 1897년에 의정부 의정대신 심순택의 주청을 받아들여 8월 14일에 "광무"라는 새로운 연호를 정하고, 8월 17일부터 사용하기 시작하였다. 그 뒤 고종은 같은 해 10월 12일 황제 즉위식을 거행하고 이튿날(10월 13일) 정식으로 대한제국을 선포하였다.
외부로는 명나라 연호인 숭정기원과 영력 연호를 쓰던 조선의 성리학자들은 건양 이후로 건양, 광무 등의 연호를 사문서에 기재하였다. 그러나 명나라를 세계의 중심으로 여겼던 조선의 일부 성리학자들은 광무라는 연호를 쓰는 것을 거부하였다. 특히 강원도 춘천의 유중악(柳重岳)은 개화정책과 단발령을 비판하며, 공개적으로 광무 연호를 쓰기를 거부하였다.

## 개원
- 건양(建陽) 2년(1897년) 8월 17일에 국명을 대한제국으로 고치고나서 칭제 건원함에 따라 연호를 광무(光武)로 건원함.

- 광무(光武) 11년(1907년) 8월 3일에 새 연호를 융희(隆熙)로 개원함.

## 연대 대조표
| 광무 | 서기 (西紀) | 간지 (干支) | 청나라 연호     | 일본 연호         |
| 원년 | 1897년      | 정유 (丁酉) | 광서(光緖) 23년 | 메이지(明治) 30년 |
| 2년  | 1898년      | 무술 (戊戌) | 광서 24년       | 메이지 31년       |
| 3년  | 1899년      | 기해 (己亥) | 광서 25년       | 메이지 32년       |
| 4년  | 1900년      | 경자 (庚子) | 광서 26년       | 메이지 33년       |
| 5년  | 1901년      | 신축 (辛丑) | 광서 27년       | 메이지 34년       |
| 6년  | 1902년      | 임인 (壬寅) | 광서 28년       | 메이지 35년       |
| 7년  | 1903년      | 계묘 (癸卯) | 광서 29년       | 메이지 36년       |
| 8년  | 1904년      | 갑진 (甲辰) | 광서 30년       | 메이지 37년       |
| 9년  | 1905년      | 을사 (乙巳) | 광서 31년       | 메이지 38년       |
| 10년 | 1906년      | 병오 (丙午) | 광서 32년       | 메이지 39년       |
| 광무 | 서기 (西紀) | 간지 (干支) | 청나라 연호     | 일본 연호         |
| 11년 | 1907년      | 정미 (丁未) | 광서(光緖) 33년 | 메이지(明治) 40년 |

## 같이 보기
- 대한제국
- 건양
- 융희

| 이전연호: | 다음연호: |
| --------- | --------- |
| 건양      | 융희      |